# Конищево (Торопецкий район)
Кони́щево — деревня на севере Торопецкого района Тверской области. Входит в состав Плоскошского сельского поселения.

## География
Деревня расположена в 11 км (по автодороге — 13 км) к югу от посёлка Плоскошь. Ближайшие населённые пункты: деревни Полибино, Клыпино и Мигачево.

## История
На карте Фёдора Шуберта — погост Канищево. В деревне находились две церкви. Преображенская (деревянная, освящена в 1775 году) и Тихвинская (каменная, построена в 1780 году). Обе церкви не сохранились.

## Население
| 2010 |
| ---- |
| 37   |